# الأسد الملك 3: هاكونا ماتاتا
الأسد الملك 3: هاكونا ماتاتا (بالإنجليزية: The Lion King 3: Hakuna Matata؛ أيضاً يعرف تحت عنوان The Lion King 1½‎ في أمريكا الشمالية) هو فلم رسوم متحركة من إنتاج شركة والت ديزني وهو فلم تابع للأسد الملك الذي صدر في 1994، يركز الفلم على حياة تيمون وبومبا قبل أن يلتقيان بصديقهما الأسد سمبا وكيف عاش سمبا معهما. صدر الفلم بتاريخ 10 فبراير، 2004.

## وصلات خارجية
- الموقع الرسمي
- الأسد الملك 3: هاكونا ماتاتا على موقع IMDb (الإنجليزية)
- الأسد الملك 3: هاكونا ماتاتا على موقع روتن توميتوز (الإنجليزية)
- الأسد الملك 3: هاكونا ماتاتا على موقع ألو سيني (الفرنسية)
- الأسد الملك 3: هاكونا ماتاتا على موقع Turner Classic Movies (الإنجليزية)
- الأسد الملك 3: هاكونا ماتاتا على موقع أول موفي (الإنجليزية)
- الأسد الملك 3: هاكونا ماتاتا على موقع فيلمافينيتي (الإسبانية)
- الأسد الملك 3: هاكونا ماتاتا على موقع قاعدة بيانات الأفلام السويدية (السويدية)
- الأسد الملك 3: هاكونا ماتاتا على موقع قاعدة بيانات الفيلم (الإنجليزية)
- الأسد الملك 3: هاكونا ماتاتا على موقع ليتربوكسد (الإنجليزية)
- الأسد الملك 3: هاكونا ماتاتا على موقع كينوبويسك (الروسية)